# Kemal Burkay
Kemal Burkay, né en 1937 à Dirban (Kizilkale), un village de la région de Dersîm (Tunceli en turc) au Kurdistan turc, est un écrivain et un homme politique kurde.

## Biographie

### Origines, famille et études
Kemal Burkay naît dans le contexte de la révolte et du Massacre de Dersim (1937-1938). Suivant les différentes sources, la répression turque fait entre 10 000 et 80 000 morts dans la région.
Après l'école primaire, il suit l'École normale d'Akcadag Köy et devient instituteur en 1955. En 1956, il s'inscrit à la faculté de droit d'Ankara. Tout en travaillant comme instituteur et comptable, il termine ses études de droit en 1960. Il travaille ensuite pendant quelque temps comme stagiaire dans l'administration, puis devient avocat. Il exerce jusqu'en 1971 à Elazig et à Tunceli, puis, à partir de 1974, à Ankara.

### Le TIP
Pendant ses études universitaires, Kemal Burkay apprend à connaître les idées socialistes qui commencent à circuler alors dans les milieux estudiantins. Comme beaucoup de Kurdes qui cherchent alors un moyen d'exprimer leurs revendications, il adhère au Parti des travailleurs de Turquie (TIP) en 1965. Il participe activement à l'organisation du Parti à Elazig, Bingöl, Tunceli et Erzincan. En 1966, il fait quatre mois de prison à cause d'un article traitant de la question kurde.
En 1968, il est élu au comité directeur du TIP, puis devient membre du Comité central du parti.
Il est de nouveau arrêté et torturé en 1969, quelques heures avant la représentation à Tunceli de la pièce de théâtre Pir Sultan Abdal .

### Premier exil
Après le putsch militaire du 12 mars 1971, il est jugé et condamné par les tribunaux d'exception à Diyarbakir et à Ankara pour ses activités politiques. Il passe un an en prison, puis bénéficie d'une amnistie. Il s'exile alors en Allemagne fédérale en 1972.
Durant son exil, il s'active à regrouper, à organiser et à former les Kurdes de la diaspora, en Allemagne et en Europe. Il écrit aussi sur la question kurde de manière générale, ainsi que sur les structures économiques et sociales du Kurdistan. En 1973, il publie sous un pseudonyme un travail d'analyse intitulé « Türkiye Sartlarinda Kürt Halkinin Kurtulus Mücadelesi » (La lutte de libération du peuple kurde dans les conditions actuelles de la Turquie).
En 1976, il participe à la fondation du KOMKAR-Swêd (abréviation de Komela Karkerên Kurdistanê li Swêdê - Association des travailleurs du Kurdistan en Suède). Par la suite, des associations KOMKAR seront fondées dans la plupart des pays d'Europe, comme en Allemagne en 1979, donnant naissance à une Fédération des KOMKAR (Federasyona Komeleyên Kurdistan KOMKAR). Si, au cours des années 1980-1990, le rôle des KOMKAR va consister principalement à regrouper en Europe les Kurdes hostiles au PKK, ce qui donnera lieu parfois à des incidents, leur importance numérique est restée considérable.

### Fondation du TKSP (futur PSK)
Après la fin du régime militaire et le décret d'amnistie générale de 1974, il revient dans sa patrie. En 1975, avec d'anciens membres des DDKO (les Foyers culturels révolutionnaires de l'Est- Devrimci Doğu Kültür Ocakları), fondés par Musa Anter et interdits en octobre 1970, comme Ihsan Aksoy, Ziya Acar et Mehdi Zana, qu'il a connus en prison, il fonde un parti clandestin, le TKSP (Türkiye Kürdistan Sosyalist Partisi, Parti socialiste du Kurdistan de Turquie).  Ce parti prendra plus tard le nom de PSK (Partîya Sosyalîsta Kurdistan, Parti socialiste du Kurdistan).  Il participe aussi à la constitution d'une fédération d'associations culturelles, les DHKD (Devrimci Halk Kültür Dernekleri, Associations révolutionnaires culturelles du peuple). Il contribue alors aux revues Roja Welat (Soleil de la patrie) et surtout Riya Azadi (La voie de la liberté), qui seront interdites en 1979. Le PSK sera d'ailleurs souvent désigné par le nom de sa revue en kurde, Riya Azadi, ou par celui de sa version en turc, Özgurluk Yolu.

### Deuxième exil (1980)
Il s’exile en Suède en 1980, quelque temps avant le coup d’État militaire du 12 septembre 1980.
La Turquie lui retire sa nationalité. La Suède lui accorde alors l'asile politique.
Son parti, le PSK, est sans conteste le parti kurde le mieux organisé et le plus important en Europe au cours des années 1970. Mais l’aura dont disposera progressivement le Parti des travailleurs du Kurdistan après le déclenchement de la lutte armée en 1984 entraînera tout à la fois le déclin du PSK et la quasi-disparition de toutes les autres petites organisations kurdes,.

### Le retour d'exil et le HAK-PAR
En 2011, Kemal Burkay rentre en Turquie. L'année suivante, il est élu à la présidence du HAK-PAR (Hak ve Özgürlükler Partisi, Parti du droit et des libertés), un parti politique pro-kurde légal, fondé en 2002. Le HAK-PAR est caractérisé par une vive hostilité envers le Parti des travailleurs du Kurdistan, mais aussi envers les autres partis pro-kurdes légaux, comme le Parti de la paix et de la démocratie ou le  Parti démocratique des régions (BDP). Kemal Burkay assume cette fonction jusqu'en 2014.

### Le retour du PSK en Turquie
Le PSK, après avoir poursuivi son existence dans la clandestinité durant 42 ans, dépose en 2016 un recours au ministère de l'Intérieur turc. Le recours est accepté et le parti est légalisé en Turquie. En 2019, le Parquet de la République assigne le PSK devant la Cour constitutionnelle pour avoir utilisé jusque dans son nom le terme de Kurdistan et demande l'interdiction.

### Activités littéraires
Très jeune, Kemal Burkay s'intéresse à la littérature. Il écrit des poèmes, des nouvelles et des romans. Son premier roman, intitulé Yasamanin Ötesinde (De l'autre côté de la vie) a été publié sous forme de feuilleton par le journal Vatan en 1964, et ses poèmes sont publiés à partir de cette année dans de nombreuses revues littéraires[réf. souhaitée].
Avec un groupe d'intellectuels, il fonde une revue littéraire en 1965 à Elazig. Il publie Prangalar (Chaînes d'esclaves), son premier recueil de poèmes, en 1967. Son deuxième recueil de poèmes, Dersim, paraît en 1975.
À cette époque, nombre des œuvres qu'il a écrites et traduites sont publiées en langue kurde et turque, entre autres Milli Mesele ve Kürdistan'da Feodalite-asiret (La question nationale, le féodalisme et les tribus au Kurdistan), Kürdistan'in Sömürgelesmesi (La colonisation du Kurdistan) et Kürt ulusal Hareketleri (Les mouvements nationaux kurdes).
Il poursuit son travail politique ainsi que ses activités scientifiques et littéraires à l'étranger. En 1992 paraît le premier tome de son travail de recherche historique Kürtler ve Kurdistan (Les Kurdes et le Kurdistan). Parmi ses œuvres littéraires paraissent en 1986 des histoires pour enfants intitulées Aliko û Baz (Aliko et la buse), des vers kurdes Carin en 1992 et Yakilan Șiirin Türküsü (Le chant du poème brûlé) en 1993. Des morceaux choisis de son œuvre poétique sont publiés en allemand sous le titre Hêlin en 1993.
Kemal Burkay est très populaire en Turquie, non seulement comme homme politique mais aussi comme homme de lettres[réf. souhaitée]. Plusieurs de ses poèmes ont été adaptés en chanson en Turquie, notamment Gülümse (Souris !), composé et interprété par la célèbre chanteuse turque Sezen Aksu, qui a rendu célèbre une citation de ce poème, « Bir kedim bile yok » (Je n'ai même pas un chat), ou bien le poème Sonbahardan Çizgiler, mis en musique par le groupe Yeni Türkü et connu sous le nom de Mamak Türküsü (La chanson de Mamak).

## Kemal Burkay et le PKK
- Burkay est avant tout connu pour être un adversaire résolu du Parti des travailleurs du Kurdistan, qu'il accuse d'avoir été, dès son origine, infiltré par les services secrets turcs et de n’être qu’un « instrument à la solde du pouvoir »[4].
- Le PSK a toujours rejeté la lutte armée, ce qui l'a opposé d'emblée aux organisations kurdes prônant cette forme de lutte. En 1983, Burkay rédige Devrimcilik mi terörizm mi ? PKK üzerine (Révolution ou terrorisme ? À propos du PKK[12]), un violent pamphlet dirigé contre la stratégie et les modes d'organisation adoptés par le Parti des travailleurs du Kurdistan[3]. Selon lui, la lutte armée menée par le PKK serait non seulement « prématurée », mais aussi d'essence « contre-révolutionnaire » et terroriste[5].
- Le 16 avril 1993, Abdullah Öcalan, secrétaire général du Parti des travailleurs du Kurdistan organise une conférence de presse à Bar Elias au Liban, pour annoncer la prolongation du cessez-le-feu unilatéral qu'il a décrété le 17 mars. Le PKK veut alors engager des négociations avec le gouvernement turc, afin de trouver une solution pacifique à la question kurde. Afin de montrer sa volonté d'unir les Kurdes et les différentes forces politiques du Kurdistan, Öcalan s'est entouré de Jalal Talabani (de l’UPK), d'Ahmet Türk (du HEP, Halkın Emek Partisi, Parti populaire du Travail, légal mais menacé d’interdiction en Turquie), de quatre autres députés du HEP, de Hemreş Reşo (ancien membre de la KSSE et président du PDK-Hevgirtin, PDK-Union), ainsi que de Kemal Burkay, qui a répondu à son appel à l'unité[2],[13].
- En mars 1998, dans un entretien accordé au professeur de science politique américain Michael M. Gunter, Abdullah Öcalan déclare que le PSK de Kemal Burkay est le seul parti kurde qui a refusé de s'associer au projet de création d'un Congrès national du Kurdistan (KNK), dépassant le cadre jugé trop étroit du Parlement en exil du Kurdistan (PKDW), et s'ouvrant à toutes les forces politiques kurdes[14].
- Après l'arrestation d'Abdullah Öcalan le 15 février 1999, Cemil Bayik, membre du conseil présidentiel du PKK, déclare que cette opération n'aurait jamais pu aboutir sans la participation de certains leaders kurdes. Il accuse nommément Massoud Barzanî, Jalal Talabanî et Kemal Burkay, d'avoir une grande part de responsabilité, et même d'avoir joué un rôle décisif, dans ce « complot international »[13].

## Œuvres
- (tr) Kemal Burkay, Devrimcilik mi, terörizm mi?: PKK üzerine, Özgürlük Yolu Yayınları, 1983, 208 p.
- (tr) Kemal Burkay, Geçmişten bugüne Kürtler ve Kürdistan : Coğrafya-tarih-edebiyat, 1992, 544 p.
- (tr + ku) Kemal Burkay, Çarîn-Rubailer, 2013, 246 p.
- (tr) Anılar-Belgeler [Mémoires-Documents], Istanbul, Deng, 2002 (2e édition)